# Дитрих фон Ландсберг
Дитрих Мъдрия (на немски: Dietrih von Landsberg, der Weise, der Feiste, * 1242, † 8 февруари 1285 на връщане от Полша) от род Ветини е от 1265 г. маркграф на Ландсберг.
Дитрих е вторият син на маркграф Хайнрих III († 1288) и на Констанция Австрийска († 1243), дъщеря на херцог Леополд VI Бабенберг и на Теодора Ангелина.
Дитрих получава от баща си през 1265 г. Маркграфство Ландсберг и Остерланд. Той взема участие на страната на Немския орден в походите против Прусия.
Дитрих е погребан в църквата на манастир Св. Афра в Нюнхриц.

## Семейство и деца
През 1258 г. той се жени за Хелена от Бранденбург († 1304), дъщеря на Йохан I. Те имат децата:
- София (* ок. 1259, † 24 август 1318), абтеса на манастир Св. Клара към Вайсенфелс
- Фридрих Тута (* 1269, † 16 август 1291), маркграф на Майсен
- Гертруда († 17 януари 1325), монахиня на манастир Св. Клара към Вайсенфелс
- Хелена, монахиня на манастир Св. Клара към Вайсенфелс
- Бригита

Също и неговите сестри Хедвиг и Аделхайд са монахини в манастира на Вайсенфелс.